# Cienfuegosia
Cienfuegosia é um género botânico pertencente à família Malvaceae. O gÊnero tem espécies nativas do Brasil.
1. ↑  «Cienfuegosia — World Flora Online». www.worldfloraonline.org. Consultado em 19 de agosto de 2020